# Sołowijiwka
Sołowijiwka (ukr. Соловіївка, hist. pol. Sołowijówka) – wieś na Ukrainie, w obwodzie żytomierskim, w rejonie żytomierskim, w hromadzie Brusyliw. W 2001 liczyła 892 mieszkańców, wśród których 841 wskazało jako ojczysty język ukraiński, 40 rosyjski, 8 mołdawski, 2 białoruski, a 1 inny.